# Jenaer Oldtimers
Die Jenaer Oldtimers waren eine Dixieland-Formation in der DDR. Sie ging 1960 aus der von Klaus Schneider 1958 gegründeten Rodaer Waschbrettkapelle hervor. Schneider war auch ihr Leiter und spiritus rector. Schneider sagte zu ihrer Konzeption: „Unsere Musik soll im besten Sinne Gebrauchsmusik sein … „Bierernstes“ nicht ernst zu nehmen (Küchenlieder) und uns andererseits mit Themen zu identifizieren, die uns nahestehen.“
1971 spielte die Formation zur Eröffnung des ersten Internationalen Dixieland-Festival Dresden. Sie musizierte in fast allen größeren Städten der DDR, u. a. mehrmals auf Arbeiterfestspielen und 1964 auf dem Deutschlandtreffen der Jugend und war die Stammkapelle von DT 64. Sie erhielt 1964 die Arthur-Becker-Medaille in Silber und 1966 den Kunstpreis des Bezirks Gera.
Aufnahmen der Jenaer Oldtimers wurden von Amiga veröffentlicht.

## Weitere Musiker der Formation (unvollständig)
- Ulrich Gumpert (Piano)
- Jürgen Herscher (ab 1966; Piano; Lehrausbilder im VEB Carl Zeiss Jena)
- Peter Kronberger (Schlagzeug; Rundfunkmechaniker in Stadtroda)
- Rolf Litzek (ab 1960 Banjo; Feinoptiker im VEB Carl Zeiss Jena)
- Heinz Pietschmann (Tuba und Bass; Mechaniker in Pösneck)
- Hans Schätzke (Bass)
- Klaus Schneider (Klarinette)
- Harald Seime (bis 1960; Banjo; Sportlehrer an der Universität Jena)
- Rudolf Thiele (ab 1960; Posaune; Assistent für Kunsterziehung an der Karl-Marx-Universität Leipzig; vormals Zeichenlehrer an der Oberschule Stadtroda)
- Klaus Weinhardt (Trompeter; Dreher im Betriebsteil Saalfeld des VEB Carl Zeiss Jena)

## Weblink
- Jenaer Oldtimers bei Discogs